# Schubert Ernő (festő)
Schubert Ernő (Bácsfa, 1903. december 17. – Budapest, 1960. október 15.) magyar festő, grafikus, textil- és bútortervező. A Iparművészeti Főiskola egykori rektora (1948-1952).

## Életpályája

### Tanulmányai
Tanulmányait Fényes Adolfnál kezdte. 1924-től tanult a Képzőművészeti Főiskolán, ahol Réti István és Csók István volt a mestere. Az 1920-as évek végén csatlakozott az emigrációból hazatérő Kassák Lajos folyóirata, a Munka köré szerveződő fiatalok csoportjához. Avantgárd művészeti elképzelései miatt többedmagával; Kepes Györggyel, Korniss Dezsővel, Trauner Sándorral együtt kizárták a főiskoláról.

### Munkássága
Festészetére elsősorban a francia kubizmus, Picasso, Braque művei hatottak. 1932-ben volt absztrakt művészeti kiállítása a Tamás Galériában. Az 1930-as évek közepétől keveset festett, helyette főként textil- és bútortervezéssel, lakberendezéssel foglalkozott. Iparművészeti tevékenységét elsősorban a Bauhaus, valamint a magyar népművészet formavilága inspirálta. A harmincas évek második felétől gyakori látogatója volt a szentendrei művésztelepnek, amelynek 1946-ban rendes tagja lett és nagy szerepet játszott a Régi művésztelep átszervezésében. 1945 után túlnyomórészt szervezői tevékenységet fejtett ki, a Kommunista Párt rendezvényeit szolgáló dekorációs vállalatot alapított és vezetett. 1948-1952-ben a Magyar Iparművészeti Főiskola igazgatója, majd haláláig ott tanított. Emlékkiállítását 1978-ban rendezték meg a Magyar Nemzeti Galériában, majd 1986-ban a Szentendrei művésztelep galériájában.

## Művei
- Külváros: szobabelső nyitott ablakkal (Év nélkül) (Olaj, vászon, 100 x 80 cm; Ferenczy Múzeum, Szentendre)
- Utcarészlet (Év nélkül) (Olaj, vászon, 40 x 68 cm; Ferenczy Múzeum, Szentendre)

## Társasági tagság
- KÚT (képzőművészet)
- Szentendrei művésztelep
- Európai Iskola

## Díja
- Érdemes művész (1956)